# Régis Clinquart
Régis Clinquart est un écrivain français né le 8 juin 1973.

## Biographie
Il publie des romans, des nouvelles, des essais et des textes de poésie.
Son style très "écrit" se caractérise par un mélange de classicisme et de crudité.
Ses thèmes de prédilection sont le couple, l'amour, la mort, le désir, la souffrance, la violence, le Mal, la culpabilité, les rapports sociaux, la perte.

## Œuvres
1. Apologie de la viande, roman (éditions du Rocher, 1999, réédité en 2012 chez Stéphane Million éditeur)
2. Le Profit, nouvelle/livre-objet réalisé par Stéphanie Radenac (éditions Callipyge, 2002)
3. Moins qu'une pute, suivi de Romance, récits (Flammarion, 2004)
4. Fiat nox, recueil de nouvelles (Stéphane Million éditeur, 2013)
5. Esthétique du viol, roman (éditions Lunatique, 2016)
6. Il a publié de nombreux textes dans Bordel (revue), d'abord sous la direction de Frédéric Beigbeder, chez Flammarion, puis chez Stéphane Million éditeur. On le retrouve aussi dans la revue Remix.